# Драка (рассказ)
«Драка» — рассказ Владимира Набокова, относящийся к русскому периоду его творчества. Был написан и опубликован (под псевдонимом В. Сирин) в 1924 году.

## Сюжет и история текста
Главный герой рассказа, от лица которого ведётся повествование, отдыхает на берегу озера Груневальд и описывает всё, что он видит. Одно из главных событий — драка хозяина кафе с любовником его дочери, не заплатившим за коньяк.
«Драка» была написана в конце июня — начале июля 1924 года. Она увидела свет в русской эмигрантской газете «Руль», выходившей в Берлине. Биограф Набокова Брайан Бойд видит в рассказе предвосхищение одного из пассажей «Других берегов», где автор пишет о человеческом разуме как «игрушке, которой забавляются в минуты лени».